# El Hakim (film)
El Hakim (titlul original: în germană El Hakim) este un film dramatic vest-german, realizat în 1957 de regizorul Rolf Thiele, după romanul Dr. Ibrahim (1935, tradus în ro: El Hakim) al scriitorului elvețian John Knittel, protagoniști fiind actorii O. W. Fischer, Nadja Tiller, Elisabeth Müller și Giulia Rubini.
Cariera unui medic egiptean, lupta sa împotriva sărăciei, ignoranței și corupției și întâlnirile sale cu diferite femei sunt relatate retrospectiv într-o poveste despre bolnavul terminal Dr. Ibrahim Gamal.

## Rezumat
În timpul stăpânirii coloniale engleze, tânărul felah Ibrahim Gamal a crescut ca un locuitor sărac de mahala. În ciuda tuturor obstacolelor, se luptă să-și realizeze marele vis de a deveni medic. Pentru aceasta, tânărul idealist părăsește casa părintească și pleacă la Cairo să studieze medicina. Foarte sârguincios, Ibrahim își termină studiile și începe cariera de tânăr medic alături de colegul său decăzut dr. Kolali, împotriva căruia protestează rapid. Pe lângă activitatea sa medicală, dr. Gamal nu își uită conștiința socială și lucrează neobosit pentru a lupta împotriva sărăciei și a corupției.
Și-a făcut rapid un nume datorită angajamentului său. Cariera de succes a lui Ibrahim l-a dus apoi la Londra, unde a devenit protejatul elegantei aristocrate Lady Avon, și apoi la Paris. Dar întâlnirile sale cu femei atractive din Europa nu-i aduc nicio fericire personală de durată. Abia târziu, Ibrahim descoperă atracția ce o are la agreabila compatrioată Aziza, care îl iubește de multă vreme și pe care anterior el a trecut-o cu vederea. Dar este deja prea târziu pentru dragostea adevărată. Când doctorul săracilor se întoarce acasă, sănătatea lui este iremediabil distrusă.

## Distribuție
- O. W. Fischer – dr. Ibrahim Gamal
- Nadja Tiller – Aziza
- Elisabeth Müller – Lady Ann Avon
- Robert Graf – Abubakr
- Ulrich Beiger – prințul Ali / Hussni
- Charles Regnier – dr. Kolali
- Michael Ande – Ibrahim copil
- Jochen Blume – tatăl lui Ibrahim / dr. Ahmad
- Giulia Rubini – Heleni
- Tilla Durieux – mama Hussni
- Harald Mannl – Michaelidis
- Gregor von Rezzori – lordul Avon
- Ilse Künkele – dra. Howard
- Raoul Retzer – Basch Tamargy
- Kurt Hepperlin – dr. Lister
- Margarethe Andersen – dna. Cole

## Literatură
- Knittel, John, El Hakim, București, 1991: Editura Vivaldi, 327 pag.;
- Knittel, John, El Hakim, București, 1992: Editura Helicon, 286 pag.;